# Регистарске ознаке у Летонији
Садашње регистарске таблице у Летонији састоје се од два слова (приколице имају једно слово), цртице и једног до четири броја.

## Боја и димензије
Садашње таблице имају црне знакове на белој позадини. Након што је Летонија поново стекла независност 1991. године, регистарске таблице Совјетског Савеза са латиничним словима LA и LT коришћене су до 1993. године, када је уведен нови тип регистарских таблица возила. До 2004. мала летонска национална застава са иницијалима ЛВ је била коришћена на левој страни плоче. Када је Летонија ушла у Европску Унију са леве стране је додата плава подлога. Предње регистарске таблице су 520 мм к 111 мм у величини.

## Ознаке аутомобила
Таблице немају потврђену посебну шифру ознаке. Међутим, аутомобили и камиони летонске војске имају LA слова на таблицама што значи Latvijas Armija и VS letters mean Vēsturiskais Spēkrats (Стари аутомобил).

## Персонализоване таблице
Летонска влада дозвољава регистрацију персонализованих таблица. 2006. године је одлучено да се повећа цену са 542,80 Летонских лата на 2500 Летонских лата, јер је стара цена постала превише приступачна. 